# Gemeinsame Konferenz Kirche und Entwicklung
Die Gemeinsame Konferenz Kirche und Entwicklung (GKKE) ist ein ökumenischer Zusammenschluss der großen Kirchen in Deutschland zu Fragen der Entwicklungspolitik.
Die GKKE wurde 1973 als Gemeinsame Konferenz der Kirchen für Entwicklungsfragen gegründet. Seit 1979 trägt sie den jetzigen Namen. Mit ihr wollen die katholische Deutsche Bischofskonferenz und die Evangelische Kirche in Deutschland die Umsetzung der "einen Welt" in Deutschland politisches Gewicht geben. Die GKKE ist Dialogpartner der Bundesregierung, der Parteien und gesellschaftlichen Interessengruppen zu Fragen der Nord-Süd-Politik und der Entwicklungszusammenarbeit.
Getragen wird die GKKE von Brot für die Welt – Evangelischer Entwicklungsdienst und der Deutsche Kommission Justitia et Pax. Den Vorsitz der GKKE haben derzeit (Stand 2018) Prälat Karl Jüsten und Prälat Martin Dutzmann inne; Geschäftsführer ist Jörg Lüer. Die Katholische Geschäftsstelle sitzt bei Justitia et Pax in Bonn, die evangelische in Berlin.
Gemeinsam mit dem Bonn International Center for Conversion (BICC) erstellt die GKKE seit 1999 jedes Jahr einen Rüstungsexportbericht aus kirchlicher Sicht.